# شهربابک
شَهرِبابَک یکی از شهرهای مهم استان کرمان است که در غرب این استان واقع شده و به‌عنوان شهر ملی فیروزه شناخته می‌شود.
وجود معادن  مس و فیروزه و قرار داشتن این شهر در مسیر تهران⁠–بندرعباس اهمیت آن را دوچندان کرده‌ است. شهربابک دومین معادن سنگ‌های فیروزه کشور ایران را در اختیار دارد. این شهرستان یکی از شهر‌های گردشگری ایران به شمار می‌رود. جمعیت این شهر بنا بر سرشماری سال ۱۳۹۵ مرکز آمار ایران، برابر ۵۱٬۶۲۰ نفر و جمعیت شهرستان برابر با ۱۰۴ هزار تن می‌باشد. این شهر در مسیر محور جنوب به شمال ایران قرار دارد. شهربابک تا سال ۱۳۳۷ بخشی از شهرستان یزد و استان دهم بود. فاصله این شهر تا کرمان ۲۲۳ کیلومتر است. دورنگار این شهر به اردشیر بابکان مؤسس سلسله ساسانیان می‌رسد. این شهر در کنار معدن مس میدوک  قرار گرفتهو همچنین دارای معادن مهم و ارزشمندی از فیروزه است. شهربابک جزو تاریخی‌ترین شهرهای استان کرمان بوده و همجوار سه استان کرمان، یزد و فارس می‌باشد.

## آب و هوا و اقلیم
اقلیم شهربابک معتدل و خشک است. تابستان‌های نسبتاً گرم با دوره گرمای کوتاه و شب‌های تابستانی خنک دارد اما در زمستان‌ها بسیار سرد است. میانگین بارش سالانه این شهر ۱۶۳٫۸ میلی‌متر است. شهربابک در دشتی مرتفع با ارتفاع ۱۸۴۵ متر از سطح دریا قرار گرفته است.

## مناطق گردشگری و تفریحی

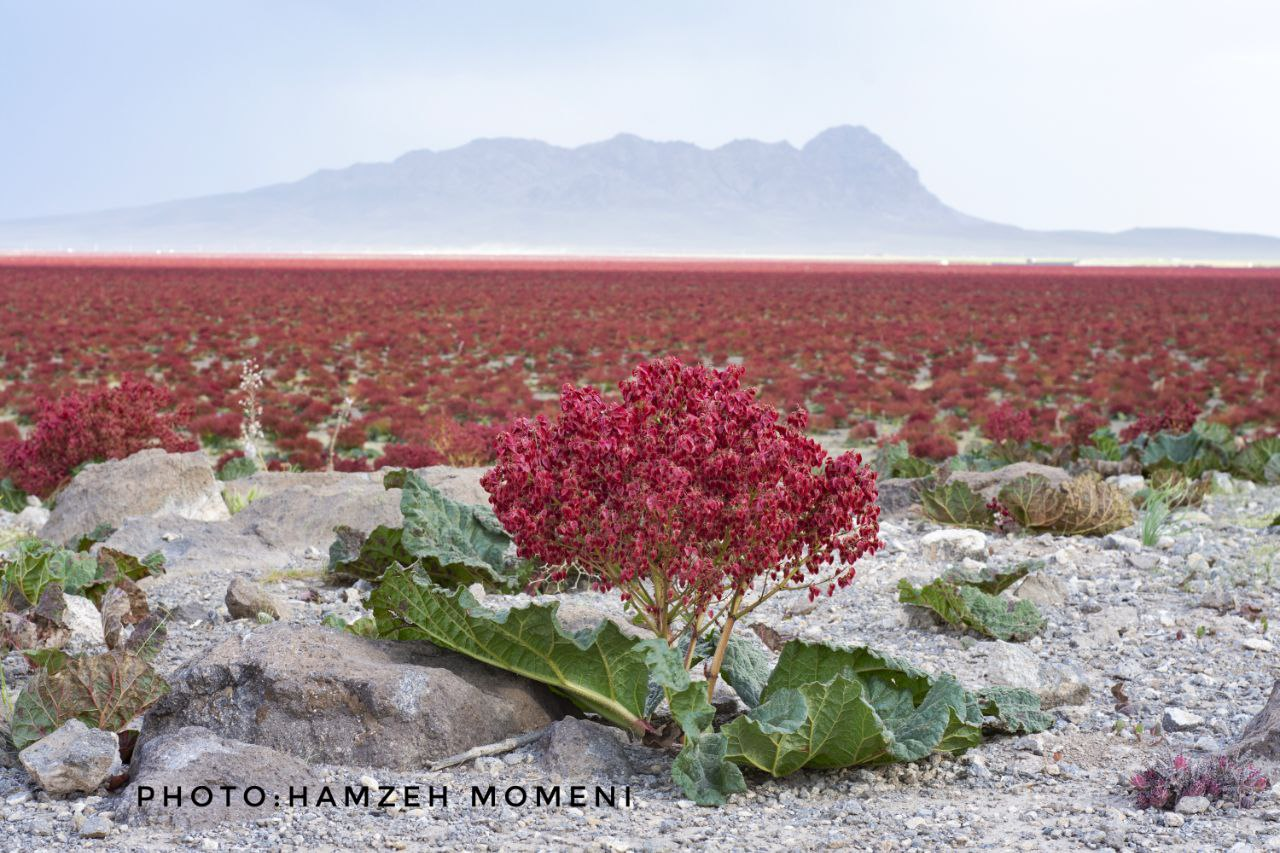
دشت بهاره ریواس شهربابک

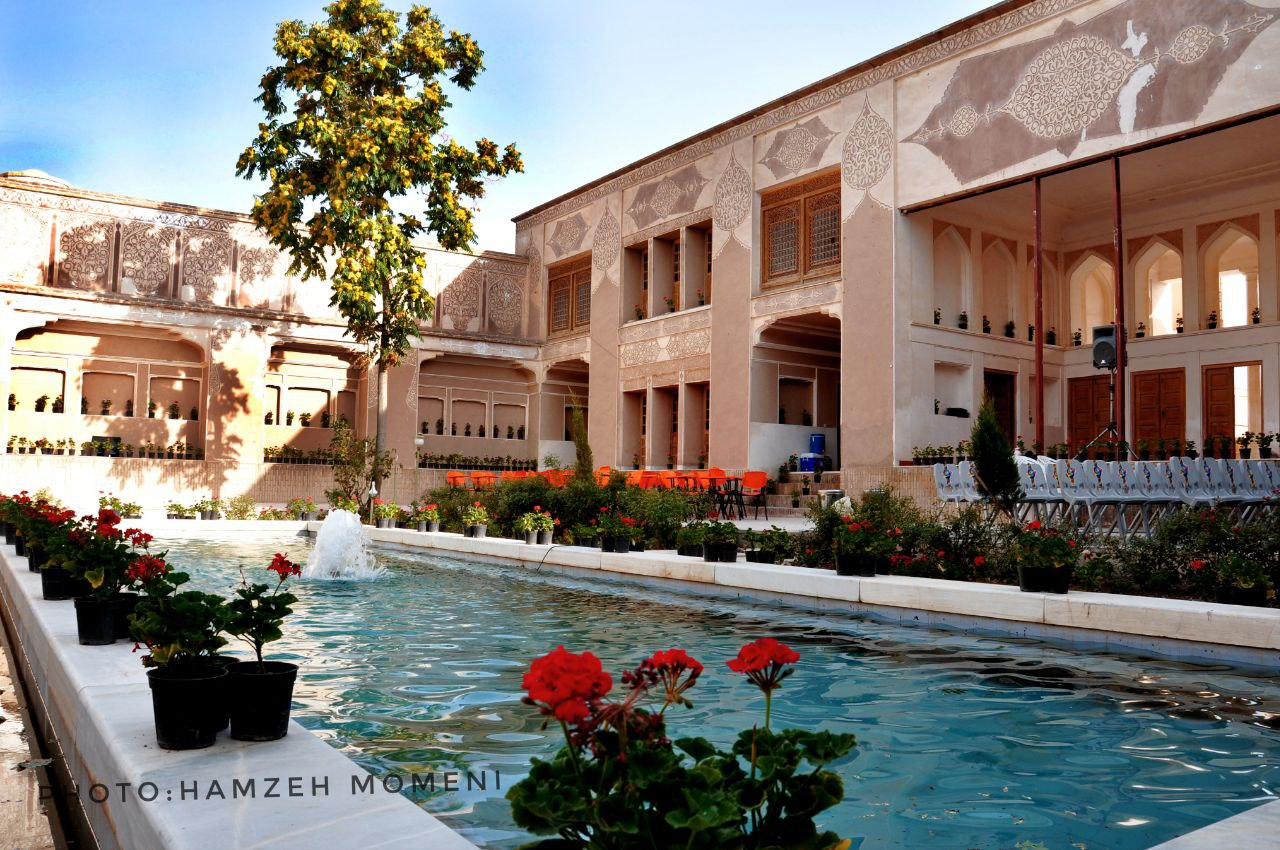
عمارت تاریخی موسی خانی شهربابک

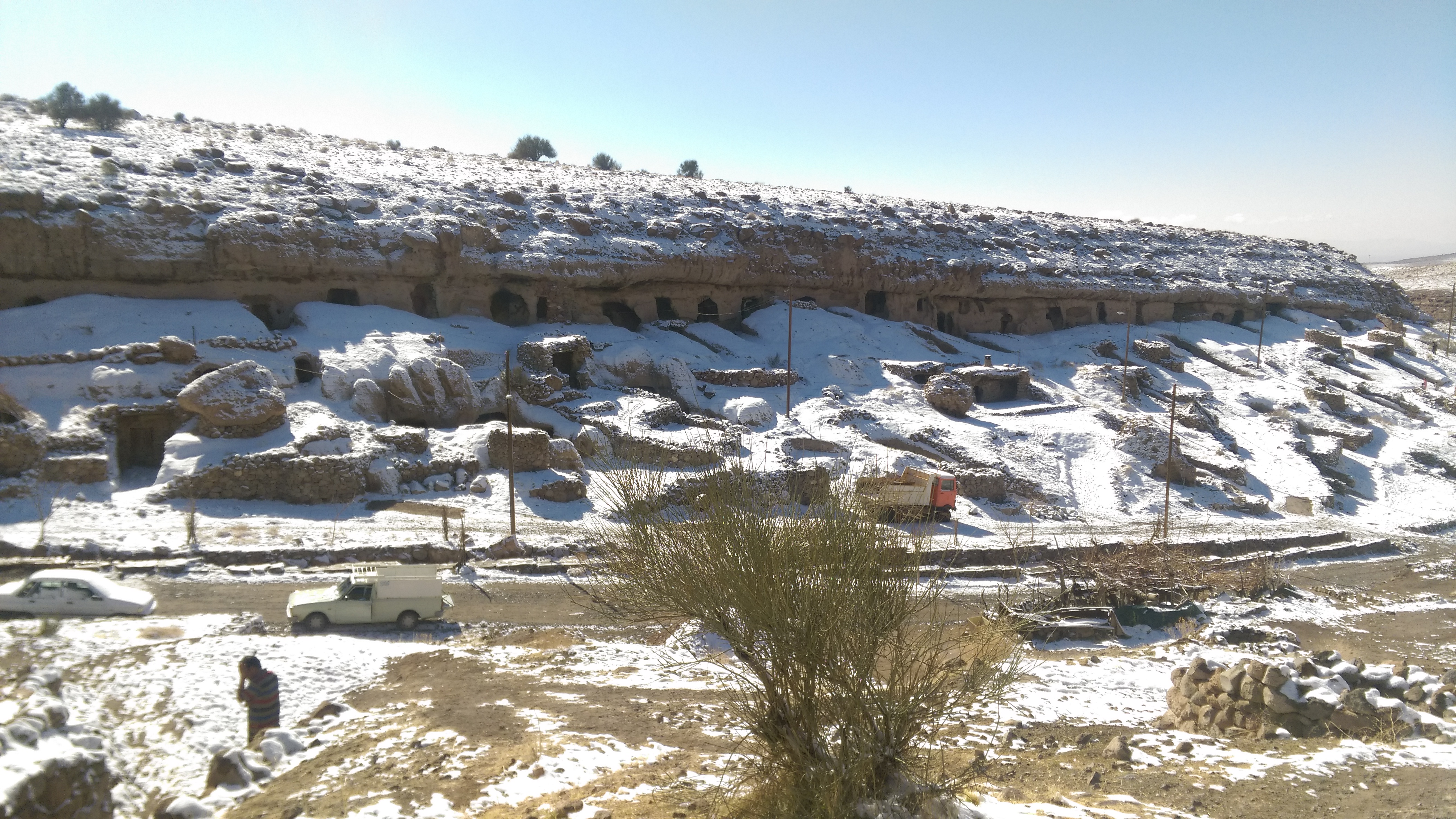
روستای صخره ای جهانی میمند در یک زمستان برفی

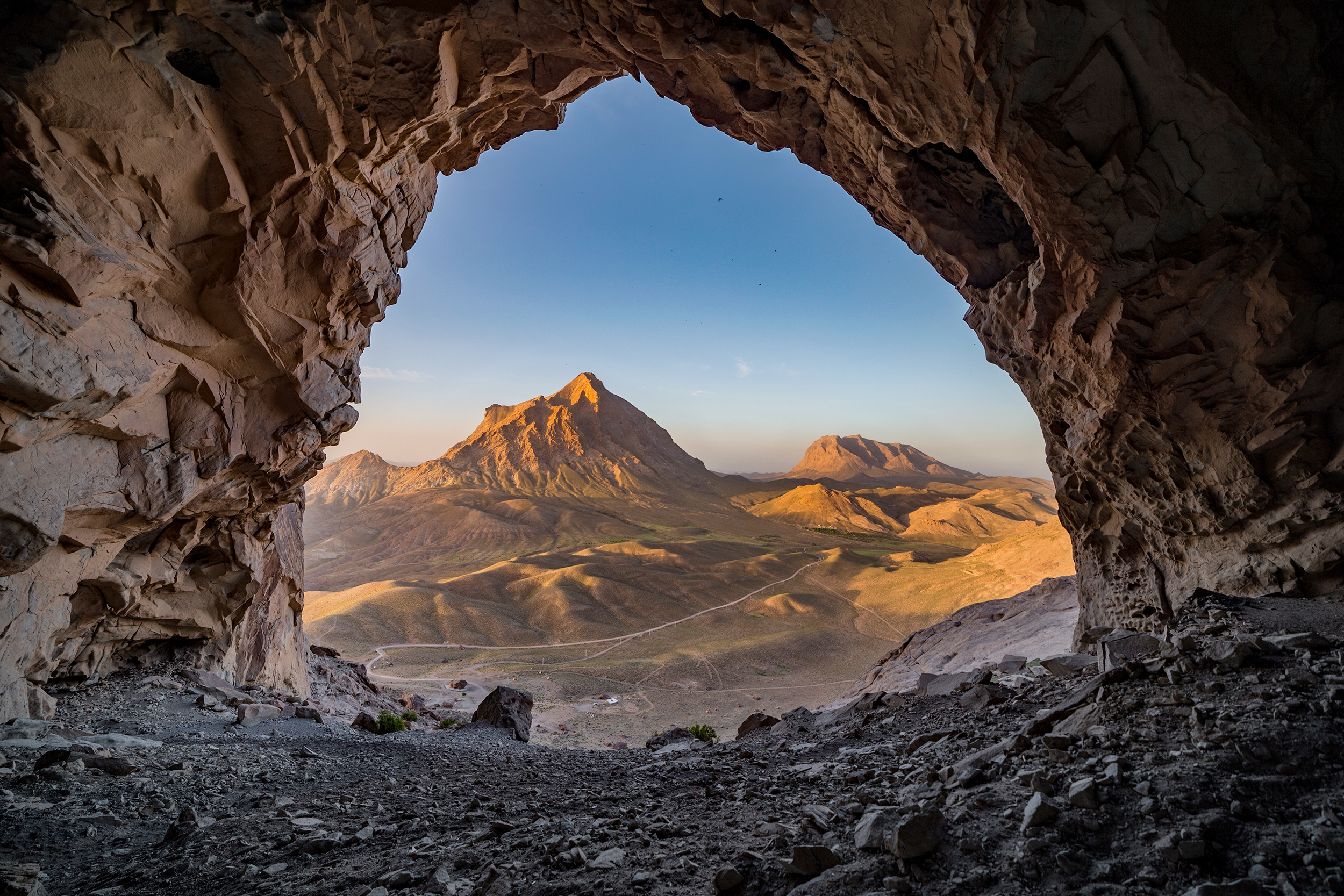
غار ایوب شهربابک

- عمارت موسی خانی[۴]
- روستای صخره‌ای میمند شهربابک (ثبت شده در میراث جهانی یونسکو)
- غار ایوب
- روستای پلکانی ریسه
- کفه نمک استبرق(مَزرا)
- روستای کوهستانی آبدر
- سقاخانه ابوالفضل شهربابک
- پارک جنگلی شهر خورسند شهربابک
- دریاچه مخرگه
- دشت ریواس
- شهر تفریحی، سرسبز، کوهستانی و ییلاقی جوزمدریاچه فصلی مخرگهدشت بهاره ریواس شهربابک

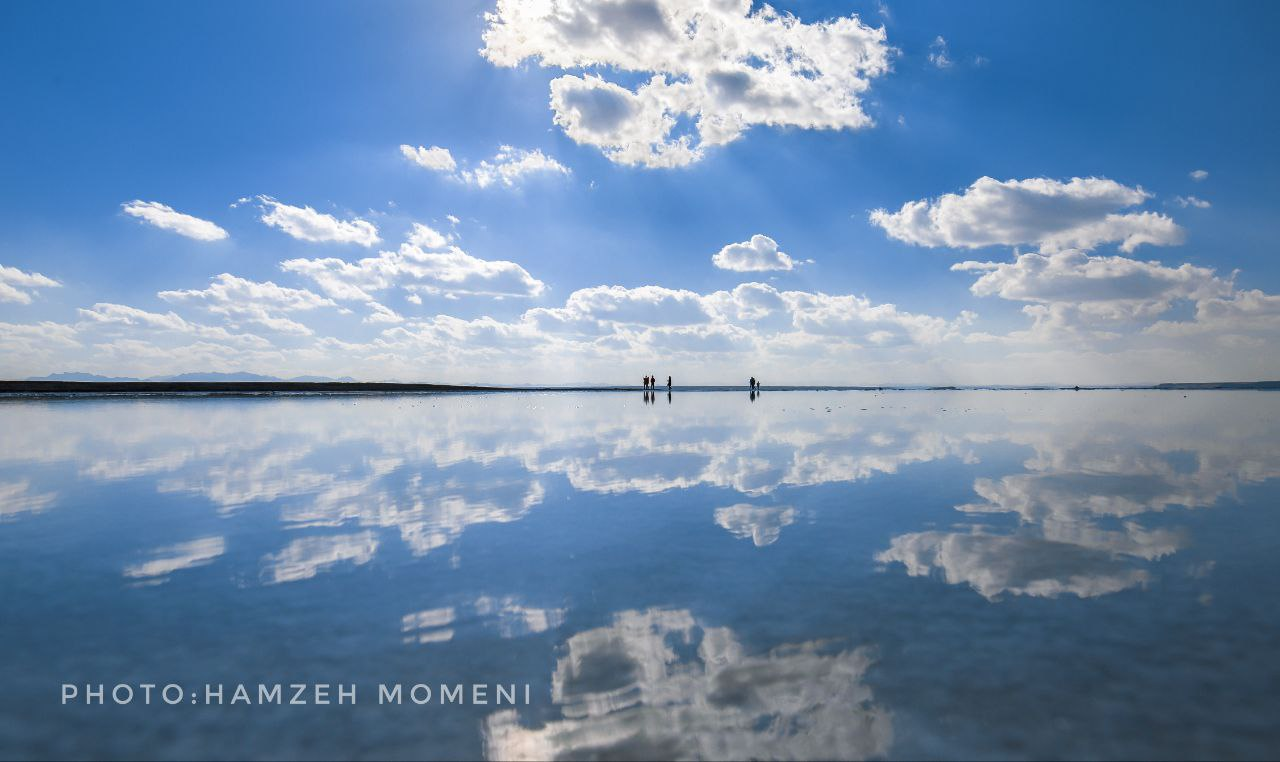
دریاچه فصلی مخرگه

## معابر مهم
- خیابان ولیعصر(عج)
- خیابان امام خمینی(ره)
- خیابان دکتر شریعتی
- خیابان ۱۷ شهریور
- خیابان پاسداران
- خیابان شهید محمد منتظری

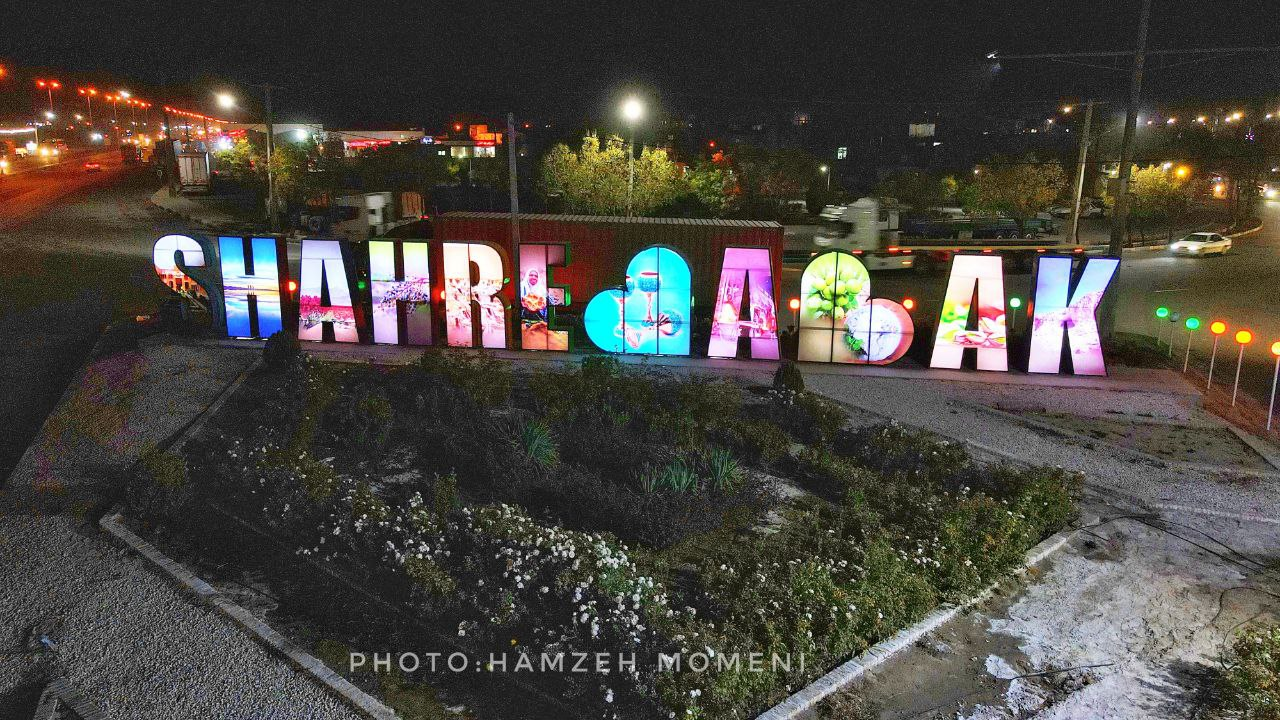
SHAHR E BABAK

- بلوار خلیج فارس(بزرگراه شهید قاسم سلیمانی)
- بلوار جهاد
- بلوار معلم
- بلوار ۷ تیر
- بلوار ولیعصر(عج)
- بلوار ۱۵ خرداد
- بلوار سردار علویان

## محلات شهر شهربابک
محلات شهر شهربابک شامل محلات سفلی،زرگرها،نعمتی ها،آخوندی ها ،اشراف نشین،چشمه،سلطان آباد،قلعه سنگ،خالوها،میرها،صیفی ها،قلعه سنگ،دهشادوئیه،دهنو،لاله زار،گودگز،شریک آباد،زینل آباد،قطب آباد،خراسانی ها،هاوشک،حسن آباد(شمالی و جنوبی)،رمجرد،دهنو اکبرآباد،صادق آباد،پیرجل،بهزاد فرخ،ده موسی و موروئیه می باشد.

## جایگاه علمی
شهرستان شهربابک به شهر علم و فرهنگ مشهور بوده و افراد تحصیل کرده و با سطح بالای علمی را تحویل جامعه نموده‌ است. شهربابک دارای انجمن‌های مختلف علمی می‌باشد که از معروف‌ترین آن‌ها می‌توان به انجمن شعر و انجمن شعر ریواس اشاره کرد.

### مراکز حوزوی
- مدرسه علمیه امام صادق[۵]
- مدرسه علمیه الزهرا[۶]

### مراکز دانشگاهی

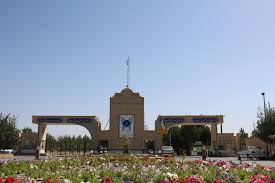
دانشگاه آزاد اسلامی شهربابک

- دانشگاه آزاد اسلامی واحد شهربابک[۷]
- دانشگاه علمی کاربردی
- دانشگاه پیام نور
- دانشگاه فنیدانشگاه آزاد اسلامی شهربابک

## مراکز فرهنگی

### کتابخانه‌ها
- کتابخانه عمومی ولیعصر[۸]
- کتابخانه عمومی شهید بهشتی[۹]
- کانون پرورش فکری کودکان و نوجوانان
- کانون ملی امام خمینی
- مسجد امام جعفر صادق
- موسسه فرهنگی امید فردا

## زیرساخت های ورزشی
- مجموعه ورزشی مس شهربابک و استادیوم اختصاصی فوتبال مس شهربابک: مجموعهٔ ورزشی شهدای مس شهربابک، مجموعه‌ای کامل ورزشی است که شامل استادیوم‌ فوتبال ۱۰ هزار نفری،استادیوم‌ فوتبال هزار نفری برای تیم‌های پایه،سالن مسابقات چندمنظوره با ظرفیت ۲ هزار نفر تماشاچی،سالن استخر مسابقات به طول ۲۵ متر و همچنین زیرساخت‌های ورزشی و زمین‌های تمرینی برای ارتقاء تیم‌های پایه ورزشی و تیم‌های باشگاه می‌باشد و در زمین‌هایی به وسعت بیش از ۲۰ هکتار طراحی شده‌اند.[۱۰]نمایی از ورزشگاه در حال احداث مس شهربابک

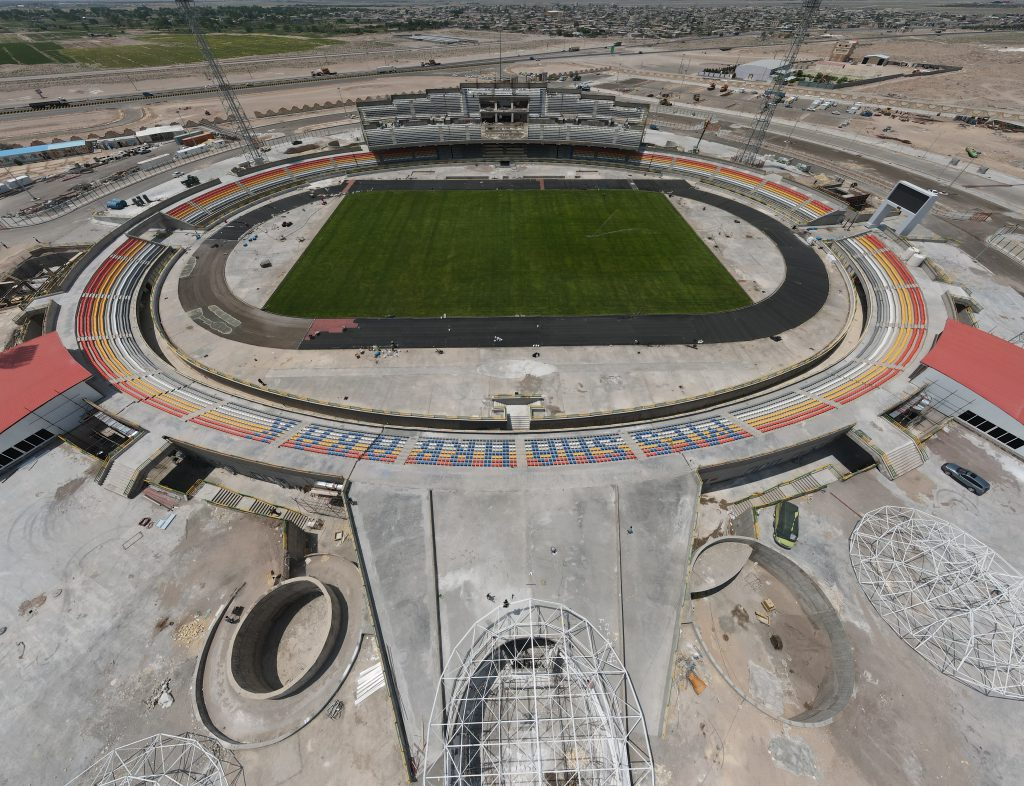
نمایی از ورزشگاه در حال احداث مس شهربابک

### باشگاه‌های ورزشی
- باشگاه صنعت مس شهربابک
  - باشگاه فوتبال مس شهربابک در لیگ دسته اول فوتبال ایران حضور دارد.[۱۱]
  - باشگاه والیبال مس شهربابک:این تیم در فصل ۱۴۰۰ به لیگ دسته اول والیبال ایران صعود کرد. همچنین تیم والیبال نشسته این باشگاه در فصل ۲۰۲۳-۲۰۲۲ موفق به کسب عنوان قهرمانی جام باشگاه های جهان گردید.
  - باشگاه والیبال نشسته مس شهربابک: این تیم قهرمان لیگ برتر والیبال نشسته باشگاه‌های ایران شده است.
- باشگاه شهرداری شهربابک: 
  - تیم بدمینتون شهرداری شهربابک در لیگ برتر بدمینتون ایران حضور دارد.
  - تیم پینگ پنگ شهرداری شهربابک در لیگ برتر تنیس روی میز ایران حضور دارد و به مقام قهرمانی بانوان ایران نیز دست یافته است.[۱۲]

## مراکز درمانی
- بیمارستان ولیعصر(عج)[۱۳](بلوار جهاد)

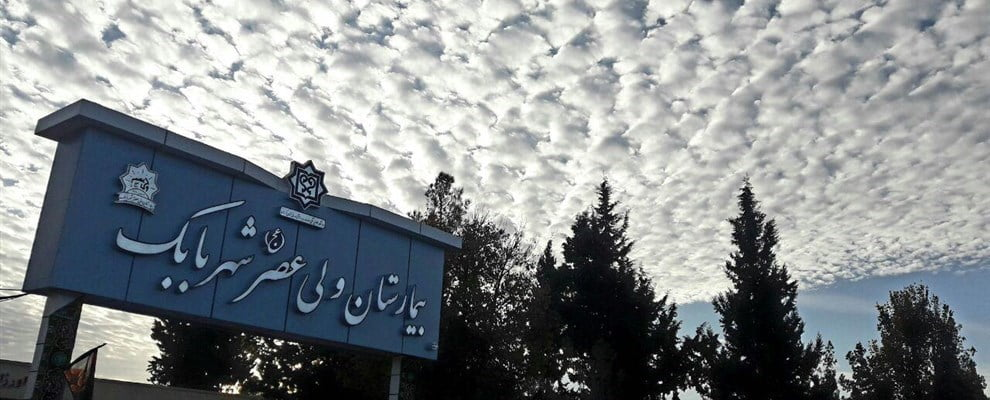
نمایی از سردر بیمارستان ولیعصر

- بیمارستان آیت الله هاشمی رفسنجانی(بیماری های خاص)،(بلوار استبرق)
- بیمارستان ۱۵۰ تختخوابی ولیعصر(در حال احداث)،(بزرگراه خلیج فارس)
- کلینیک تأمین اجتماعی(خیابان جامی)
- کلینیک تخصصی آراد(بلوار جهاد)
- کلینیک مامایی کوثر(بلوار جهاد)
- مرکز دیالیز بیمارستان ولیعصر(خیابان ابن سینا)
- درمانگاه تخصصی و فوق تخصصی فرهنگیان(خیابان حقانی)
- درمانگاه عمومی و‌تخصصی بهسان سلامت(خیابان ابن سینا)
- درمانگاه ولیعصر(خیابان امام خمینی)
- درمانگاه بهزادی(خیابان مرتضی مطهری)
- درمانگاه حکیم(خیابان امام خمینی)

## ترابری و مشکلات شهری
حمل و نقل درون شهری شهر شهربابک با خطوط تاکسی، تاکسی های تلفنی و همچنین تاکسی های اینترنتی صورت می‌گیرد. این شهرستان دارای یک ترمینال مسافربری و چندین شرکت مسافرتی می‌باشد.
شهرستان شهربابک به خصوص شهر شهربابک بدلیل نزدیک بودن به معادن و کارخانجات بزرگی چون معدن مس میدوک، پالایشگاه ذوب مس خاتون آباد و همچنین معدن مس سرچشمه دارای آب و هوای نسبتاً آلوده‌ای است که موجب برخی مشکلات ریوی در انسان‌ها و همچنین برخی مشکلات زیستی برای جانوران و دام شده است.